# منطقة حدودية إفقارية

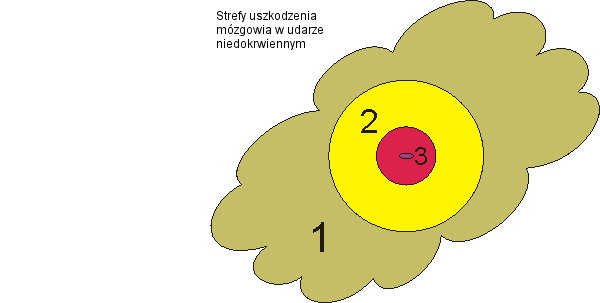

يشير مصطلح المنطقة الحدودية الإفقارية (Penumbra) في علم الأمراض والتشريح إلى المنطقة المحيطة بحدث إقفاري مثل السكتة الدماغية الإقفارية أو الخُثارية أو الصمية. وعقب الحادث مباشرة، يتدفق الدم ومن ثم ينخفض النقل الموضعي للأكسجين مما يؤدي إلى نقص التأكسج في الخلايا القريبة من موقع الأذى الأصلي. وهذا بدوره قد يؤدي إلى موت الخلايا وتضخيم التلف الأصلي الناتج عن السداد، إلا أن المنطقة الحدودية الإفقارية قد تبقى قادرة على الحياة لساعات عديدة من وقوع الحادثة الإقفارية نتيجة لوجود الشرايين الجانبية التي تعد مصدر إمداد للمنطقة الحدودية الإفقارية.
بعد بداية السكتة الدماغية وبمضي الوقت تأخذ المنطقة الحدودية الإفقارية في الانحسار؛ ولذا يهتم الأطباء في قسم الطوارئ اهتمامًا بالغًا بحماية المنطقة الحدودية الإفقارية عن طريق زيادة نقل الأكسجين وتسليمه للخلايا في منطقة الخطر، مما يحد من مخاطر الموت الخلوي. ووجود المنطقة الحدودية الإفقارية يدل ضمنًا على إمكانية عمل علاج إنقاذي للخلايا. وهناك ترابط وثيق بين مدى الشفاء العصبي التلقائي وحجم المنطقة الحدودية الإفقارية التي تُفلت من السداد وعلى هذا فإن إنقاذ المنطقة الحدودية الإفقارية من شأنه أن يحسن من النتيجة السريرية.
ومن تعريفات المنطقة الحدودية الإفقارية التي تحظى بقبول واسع هي أنها نسيج مُقْفِر من المحتمل تعرضه للاحتشاء ولكنه لا يُصاب على نحو لا عكوسي وليس مستهدفًا في العلاجات الوجيزة."  ويشير التعريف الأصلي للمنطقة الحدودية الإفقارية إلى أنها المناطق الموجودة في الدماغ التي تلفت ولم تمت بعد ولا يزال هناك أمل في إنقاذ نسيج الدماغ بالعلاج الملائم.
والتصوير المقطعي بالإصدار البوزيتروني هو المعيار الذهبي في التصوير، ولكن تركز الأبحاث الحديثة على تقنيات التصوير المتطور بالرنين المغناطيسي لأن التصوير المقطعي بالإصدار البوزيتروني ليس متوفرًا على نطاق واسع ولا يمكن الوصول إليه بسرعة. ويمكن أيضًا الاستدلال على المنطقة الحدودية الإفقارية على أساس تكامل ثلاثة عوامل. وهذه العوامل هي: موقع انسداد الأوعية ومدى قلة حجم الدم (المنطقة المصابة بنقص التروية المحيطة بالمنطقة الحدودية الإفقارية  ولكن لا يُخشى عليها من السداد (الاحتشاء) ) في تلك اللحظة وعدم التوافق بين هذا العيب في التروية الدموية ومنطقة الدماغ المصابة بالسداد

## تدفق الدم
تظهر المنطقة الحدودية الإفقارية عادة عندما يقل تدفق الدم عن 20 مل/100 جم/دقيقة. وفي هذه النقطة يختفي الاتصال الكهربي بين العصبونات. تبقى الخلايا في هذه المنطقة على قيد الحياة ولكن تُثبّط المضخات الأيضية وينخفض التنفس الخلوي إلا أن العصبونات قد تبدأ في إزالة الاستقطاب من جديد. ولا تحتشي مناطق الدماغ عمومًا إلا إذا نزل تدفق الدم إلى 10 أو 12 مل/100 جم/دقيقة. وعندئذ يفتقد إطلاق الغلوتومات إلى النظام وتُثبط مضخات الأيون ويتوقف أيضًا تخليق ثلاثي فوسفات الأدينوسين (ATP) الأمر الذي يؤدي إلى تمزق العمليات الجوانيَّة وحدوث الوفاة العصبونية.

## البحوث العلمية
كانت البحوث في عقدها الأول تركز على الجانب الفسيولوجي لأنسجة المنطقة الحدودية الإفقارية بعد السكتة الدماغية ووضع خرائط معدل جريان الدم في الدماغ وقياس استهلاك الأوكسجين والجلوكوز وذلك للتعرف أكثر على هذه المناطق. وما إن هل العقد الثاني حتى اكتٌشفت آلية موت الخلايا العصبية. وبتشريح السبل الكيميائية الحيوية بات علم المنطقة الحدودية الإفقارية من مجالات البيولوجيا الجزيئية سريعة التطور. وخطت بحوث العقد الثالث خطوات واسعة حيث أمكن باستخدام فحص التصوير المقطعي بالإصدار البوزيتروني (PET) تحديد أنسجة المخ التي ينقص تدفق الدم فيها وكان من السهل الكشف عن أجزاء النسيج المقفر التي لم تمت بعد عن طريق التصوير بالرنين المغناطيسي (MRI). وجاءت هذه الصور لتكشف الدماغ لكي يتسنى رؤية المناطق التي يمكن إنقاذها من الأنسجة - المنطقة الحدودية الإفقارية. ودخلت البحوث اليوم في عقدها الرابع، الأمر الذي يثير تساؤل الباحثين عن سبب عدم تقدم المنطقة الحدودية الإفقارية خطوة واحدة حيث لم تكتشف أي وسيلة حماية عصبية. قد يحتاج النهوض بالعلاج السريري العَيوش إلى تشريح أعمق للظل الناقص إذ لا تزال البحوث تحاول إدراك الاستجابة المعقدة للسكتة الدماغية والمناطق الانتقالية بين الإصابة والتصليح.
تأتي المناطق الحدودية الإفقارية بتبعات كبيرة على المرضى فيما يتعلق باستعادة قدراتهم الحركية. ولإنقاذ هذه الباحات على أفضل وجه، يقدم العاملون في مجال الرعاية الصحية - في الغالب - مضاد تخثر يعمل على إذابة الانسدادات في المناطق المصابة التي هي سبب نقص تدفق الدم. وينبغي بذل أقصى جهد لإنقاذ المناطق الحدودية الإفقارية، حيث أثبتت الدراسات البحثية وجود ارتباط وثيق بين حجم أنسجة المنطقة الحدودية الإفقارية الناجية والشفاء العصبي التلقائي.